# Беспалов, Николай Николаевич
Николай Николаевич Беспалов (16 апреля (29 апреля) 1906, дер. Синцево, Балахнинский уезд, Нижегородская губерния — 7 июня, 1980, Москва, РСФСР) — советский государственный деятель, заместитель Председателя Совета Министров РСФСР (1954—1958).

## Биография
Родился в крестьянской семье. В 1938 году окончил Институт красной профессуры по специальности партийный работник.
- 1923 г. — матрос на землечерпальной машине, матрос парохода «Красный» Нижегородского пароходства.
- 1924 г. — заведующий комсомольским клубом в г. Городец Нижегородской губернии.
- 1925 г. — председатель правления межсоюзного клуба в г. Городец.
- 1926 г. — лектор Городецкого уездного комитета ВКП(б).
- 1927—1929 гг. — председатель Городецкого уездного отдела профсоюза работников просвещения.
- 1929—1930 гг. — председатель Горьковского окружного отдела профсоюза работников просвещения.
- 1930—1931 гг. — заместитель председателя Нижегородского краевого отдела профсоюза работников просвещения.
- 1931—1934 гг. — заведующий культурным отделом и заместитель председателя Нижегородского краевого комитета профсоюза машиностроения.
- 1934—1936 гг. — слушатель института подготовки кадров красной профессуры.
- 1936—1938 гг. — слушатель Института красной профессуры.
- 1938 г. — инструктор Отдела руководящих партийных органов ЦК ВКП(б).
- 1938 г. — заместитель председателя Комитета по делам искусств при СНК СССР.
- 1938—1948 гг. — начальник Управления (с 1941 г. — Комитета) по делам искусств при СНК (с марта 1946 г. — при Совете Министров) РСФСР.
- 1948—1951 гг. — первый заместитель председателя Комитета по делам искусств при Совете Министров СССР.
- 1951—1953 гг. — председатель Комитета по делам искусств при Совете Министров СССР.
- 1953—1954 гг. — заместитель министра культуры СССР.
- 1954—1958 гг. — заместитель Председателя Совета Министров РСФСР.
- 1958—1959 гг. — в резерве Совета Министров РСФСР.
- 1959—1962 гг. — директор Государственного музея Л. Н. Толстого.

Член РКП(б) с января 1925 г. Депутат Верховного Совета РСФСР 2, 4 созывов.
С апреля 1962 г. персональный пенсионер союзного значения.
Похоронен в Москве на Донском кладбище.

## Награды и звания
- орден Трудового Красного Знамени (26.10.1949)